# Canthydrus flavus
Canthydrus flavus is een keversoort uit de familie diksprietwaterkevers (Noteridae). De wetenschappelijke naam van de soort werd in 1855 gepubliceerd door Victor Ivanovitsch Motschulsky.